# Жетково
Жетково — село в Балейском районе Забайкальского края России. Входит в состав сельского поселения «Нижнегирюнинское». Основано в 1700 году.

## География
Село находится в юго-восточной части района, на левом берегу реки Талангуй, вблизи места впадения в неё реки Домашняя Жебкоша, на расстоянии примерно 35 км (по прямой) к юго-востоку от города Балей, административного центра района. Абсолютная высота — 760 м над уровнем моря. Через Жетково проходит автодорога 76К-007.
Климат
Климат характеризуется как резко континентальный с продолжительной холодной малоснежной зимой. Абсолютный минимум температуры воздуха самого холодного месяца (января) составляет −45,5 °C; абсолютный максимум самого тёплого месяца (июля) — 39,2 °C. Среднегодовое количество атмосферных осадков составляет 308,3 мм.
Часовой пояс
Село Жетково находится в часовой зоне МСК+6. Смещение применяемого времени относительно UTC составляет +9:00.

## Население
| 1989 | 2002 | 2010 | 2021 |
| ---- | ---- | ---- | ---- |
| 69   | ↗82  | ↘64  | ↘31  |

Половой состав
По данным Всероссийской переписи населения 2010 года, в гендерной структуре населения мужчины составляли 51,6 %, женщины — соответственно 48,4 %.
Национальный состав
Согласно результатам переписи 2002 года, в национальной структуре населения русские составляли 100 % из 82 чел.

## Инфраструктура
В селе функционируют начальная школа, клуб, библиотека и фельдшерский пункт.